# Paul Szczechura
Paul Szczechura (ur. 30 listopada 1985 w Brantford, Ontario) – kanadyjski hokeista pochodzenia polskiego.
Jego brat Alexander (ur. 1990) także został hokeistą. Obaj bracia są synami Roberta i Susan, mają polskie pochodzenie (obywatelami polskimi byli ich dziadkowie od strony ojca).

## Kariera
- Brantford Golden Eagles (2002-2003)
- Western Michigan University (2003-2007)
- Iowa Stars (2007)
- Norfolk Admirals (2007-2011)
  -  Tampa Bay Lightning (2008-2010)
- Rochester Americans (2011-2012)
  -  Buffalo Sabres (2011)
- HC Lev Praga (2012)
- Dinamo Ryga (2012-2014)
- Dynama Mińsk (2014-2016)
- Traktor Czelabińsk (2016-2019)
- Torpedo Niżny Nowogród (2019-2020)
- GKS Tychy (2020-2021)

W USA występował w ligach NCAA i AHL. Na uczelni amerykańskiej uzyskał tytuł business major. Nie był draftowany do NHL, jednak występował w rozgrywkach National Hockey League w dwóch klubach. W 2012 wyjechał do Europy i od tego czasu występuje w lidze KHL. Wpierw od maja 2012 był zawodnikiem czeskiego klubu HC Lev Praga, w którym rozpoczął sezon KHL (2012/2013). We wrześniu 2012 po trzech rozegranych meczach został zawodnikiem łotewskiej drużyny Dinamo Ryga. W maju 2013 przedłużył kontrakt z klubem o rok. Od maja 2014 zawodnik białoruskiego klubu Dynama Mińsk, związany dwuletnim kontraktem. Odszedł z klubu z końcem kwietnia 2016. Od maja 2016 zawodnik Traktora Czelabińsk. Z początkiem czerwca 2019 zwolniony z tego klubu. W lipcu 2020 przeszedł do Torpedo Niżny Nowogród. Z końcem kwietnia 2021 odszedł z klubu.
Na początku stycznia 2021 ogłoszono jego transfer do polskiego klubu GKS Tychy (którego zawodnikiem od 2017 jest jego brat Alexander).

## Sukcesy
Klubowe
- Puchar Nadziei: 2013 z Dinamem Ryga
- Brązowy medal mistrzostw Polski: 2021 z GKS Tychy

Indywidualne
- MWJBHL 2002/2003:
  - Pierwsze miejsce w klasyfikacji kanadyjskiej
  - Najbardziej Wartościowy Zawodnik (MVP)
- AHL 2011/2012:
  - Najlepszy zawodnik tygodnia (5 lutego 2012)
- KHL (2017/2018):
  - Mecz Gwiazd KHL